# Хелън Шърман
Хелън Патриша Шърман  (на английски: Helen Patricia Sharman; е първата жена-космонавт на Великобритания, 250-а в света и 15-а жена в космоса.

## Биография
Родена е на 30 май 1963 г. в Шефилд, Южен Йоркшър, Великобритания. След завършване на средното си образование става бакалавър по химия в Университета в Шефилд през 1984 г. и доктор от Лондонския университет „Брикбек“. Работи като инженер в компанията „Дженерал електрик“ в Лондон, а по-късно като химик за шоколадовата фабрика „Марс“, където изследва ароматите и вкусовете на шоколада.

## Космическа кариера
Хелън Шърман е избрана за полет в космоса през 1989 г. сред 13 000 кандидати за участие в космически полет в рамките на проекта „Джуно“. Този проект е част от споразумение, сключено на правителствено равнище между СССР и Великобритания. Успешно преминава процедурите и преминава към тренировки в Звездното градче край Москва.
През 1991 г. (18 – 26 май) извършва космически полет на орбиталната станция Мир с космическия кораб Союз ТМ-12, заедно с Анатолий Арцебарски и Сергей Крикальов. Приземява се заедно с Виктор Афанасиев и Муса Манаров с кораба Союз ТМ-11.
Шърман е на възраст 27 години и 11 месеца по време на полета си и към 2007 г. е петия най-млад космонавт от 455 души (90 % от които мъже), летял в космоса. Тя е втората най-млада космонавтка след Валентина Терешкова (26 години и 3 месеца).
Не се завръща повече в космоса, въпреки че е измежду 3-та британски кандидати за астронавт на ЕКА през 1992 г.
За участието си в космическия полет Хелън Шърман е удостоена със званието „Кавалер на Ордена на Британската империя“ през 1993 г.